# Диосмийцирконий
Диосмийцирконий — бинарное неорганическое соединение, интерметаллид
осмия и циркония
с формулой Os2Zr,
кристаллы.

## Получение
- Сплавление стехиометрических количеств чистых веществ:

{\displaystyle {\mathsf {2\,Os+Zr\ {\xrightarrow {2660^{o}C}}\ Os_{2}Zr}}}

## Физические свойства
Диосмийцирконий образует кристаллы
гексагональной сингонии,
пространственная группа P 63/mmc,
параметры ячейки a = 0,5179 нм, c = 0,8509 нм, Z = 4,
структура типа дицинкмагния MgZn2 (фаза Лавеса)

.
Соединение конгруэнтно плавится при температуре 2660°С,
при температуре 2300°С имеет область гомогенности ≈32÷38 ат.% циркония.
При температуре 3 К переходит в сверхпроводящее состояние.